# Fairfax Financial
Fairfax Financial est une holding basée à Toronto au Canada et ayant des activités principalement dans l'assurance et la réassurance. Elle avait environ 31 milliards d'actifs en 2010.

## Histoire
En septembre 2013, Fairfax Financial acquiert Blackberry pour 4,7 milliards de dollars.
En février 2015, Fairfax Financial acquiert Brit, une entreprise néerlandaise d'assurance, pour 1,88 milliard de dollars. 
En octobre 2016, AIG annonce la vente de certaines de ses activités en Amérique latine et en Europe centrale et orientale à Fairfax Financial pour 240 millions de dollars.
En décembre 2016, Fairfax Financial annonce l'acquisition de Allied World, une compagnie d'assurance suisse, pour 4,9 milliards de dollars.
En juin 2018, Fairfax Financial fait l'acquisition des magasins canadiens de Toys R Us, pour 300 millions de dollars.

## Principaux actionnaires
Au 22 février 2020:
| Southeastern Asset Management           | 11,9% |
| Mackenzie Cundill Investment Management | 9,45% |
| Baillie Gifford                         | 6,75% |
| Mackenzie Financial                     | 5,65% |
| Capital Research & Management G.I.      | 3,47% |
| Capital Research & Management W.I.      | 3,36% |
| The Vanguard Group                      | 2,60% |
| CI Investments                          | 2,55% |
| BlackRock Fund Advisors                 | 2,20% |
| Davis Selected Advisers                 | 2,17% |